# جورج ماتسون
جورج ماتسون (بالإنجليزية: George Mattson)‏ هو مجدف أمريكي، ولد في 20 نوفمبر 1908 في فيلادلفيا في الولايات المتحدة، وتوفي في 15 نوفمبر 1997.

## وصلات خارجية
- جورج ماتسون على موقع الاتحاد الدولي للتجديف (الإنجليزية)
- جورج ماتسون على موقع أوليمبيديا (الإنجليزية)